# Fiordo Foulk
El fiordo Foulk es un fiordo en el municipio de Avannaata en el noroeste de Groenlandia.

## Geografía
El fiordo, situado cerca de Reindeer Point, tiene unos 2,4 km de ancho y varios kilómetros de largo, con acantilados de 610 m a cada lado. El glaciar Brother John termina en el extremo oriental del fiordo. Al pie del glaciar se encuentra el lago Alida, una pequeña masa de agua dulce congelada. El extremo norte de la bahía de Baffin, al oeste del antiguo pueblo de Etah, se estrecha en el estrecho de Nares, entre Groenlandia y la isla de Ellesmere, y suele estar congelado de octubre a julio. Dado el duro clima, la temporada de cultivo en el fiordo se limita a unas seis a ocho semanas.

## Historia

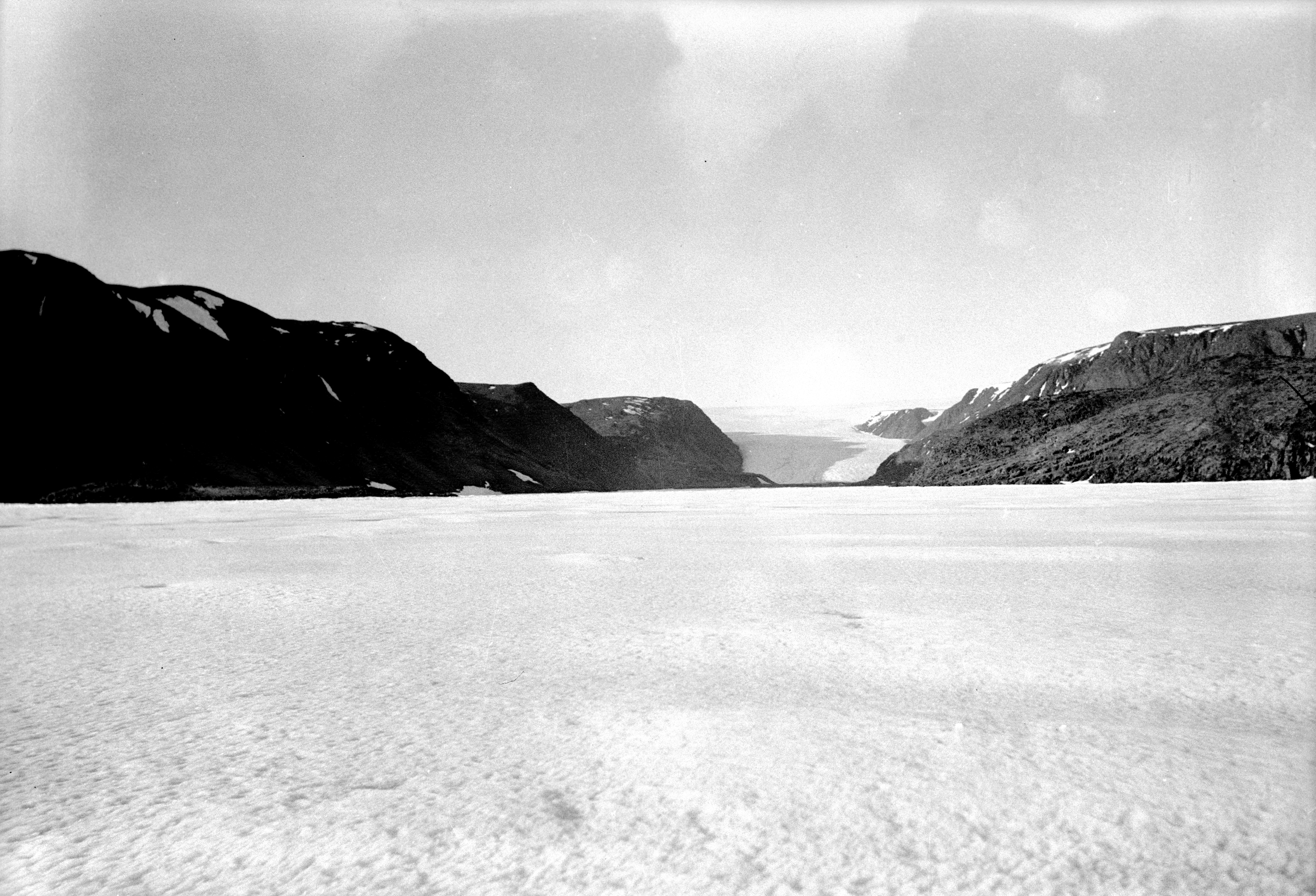
El glaciar Brother John visto desde el fiordo Foulke (congelado) cerca de Etah, Groenlandia, primavera de 1938.

La zona se encuentra en la antigua ruta migratoria del norte del Ártico canadiense, por la que pasaron varias oleadas de migrantes antiguos, desde las culturas Independencia I e Independencia II que se dirigieron hacia el norte hace 4.400 y 2.700 años, respectivamente, hasta los migrantes de la cultura Thule que se dirigieron hacia el sur hace mil años. También es el punto donde la última migración de los inuit desde la isla de Baffin llegó a la costa de Groenlandia en 1865. Un chamán inuit llamado Qidlaq guió a los migrantes desde la isla de Baffin a lo largo de la costa de la isla de Ellesmere durante siete años, cruzando el estrecho y el fiordo hasta Etah. El grupo se dividió allí y algunos regresaron a Pond Inlet en Canadá, lo que costó muchas vidas. Los habitantes de Pituffik, que luego se trasladaron a Qaanaaq, descienden en parte de este último grupo de migrantes árticos a Groenlandia.